# Playa Honda
Playa Honda es una localidad situada en la isla española de Lanzarote (Islas Canarias) perteneciente al municipio de San Bartolomé. Tiene una población estimada, a principios de 2020, de 9897 habitantes.

## Situación
La localidad se sitúa frente a la línea de costa, junto al Aeropuerto César Manrique Lanzarote y a unos 5 km de Arrecife, capital de Lanzarote. Bien comunicada con la LZ-2 entre Arrecife y Playa Blanca.

## Población
Hasta hace poco la población era escasa, pero Playa Honda ha ido creciendo debido al turismo, con una alta tasa de inmigración procedente de comunidades españolas como Galicia, Andalucía o últimamente Castilla, en su mayoría burgaleses; así como, en los últimos años, de países sudamericanos (Chile, Colombia, Argentina, Ecuador,Uruguay)
| 2000 | 2003 | 2006  | 2009  | 2012  | 2015  | 2018  | 2020 |
| ---- | ---- | ----- | ----- | ----- | ----- | ----- | ---- |
| 7555 | 9838 | 10315 | 10557 | 10442 | 10395 | 10202 | 9897 |

## Galería

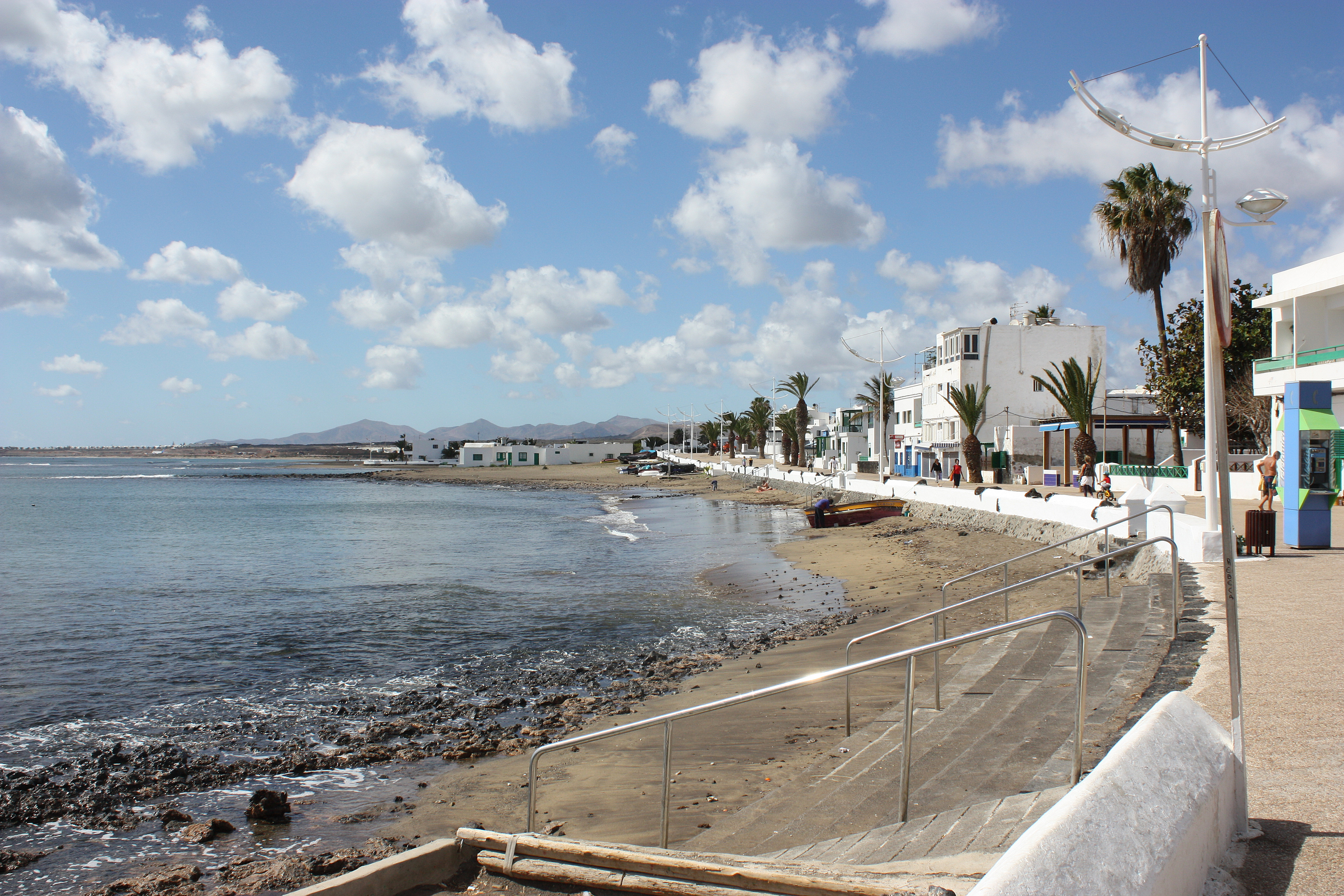
Avenida Playa Honda.
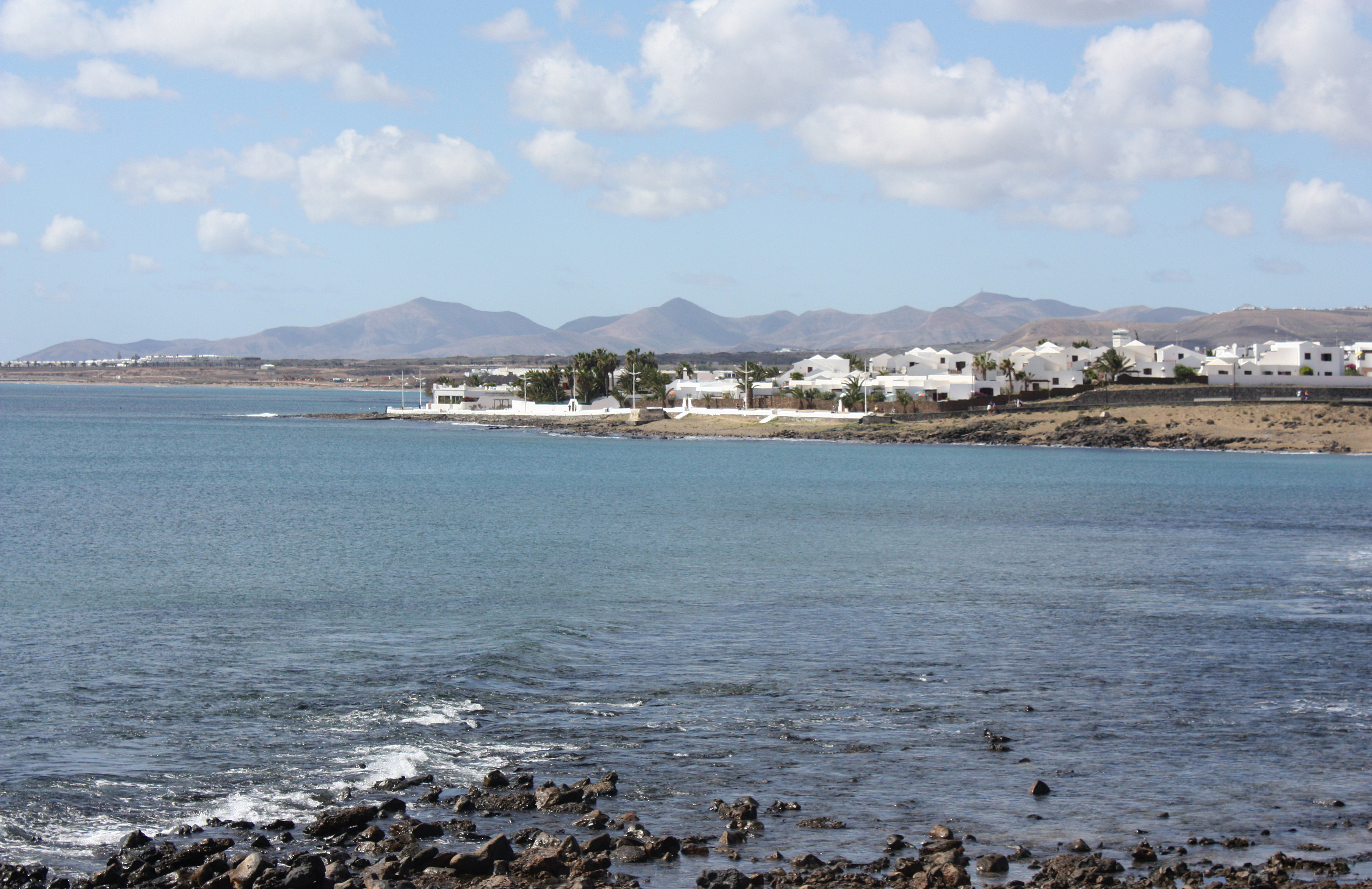
Playa de la Concha.
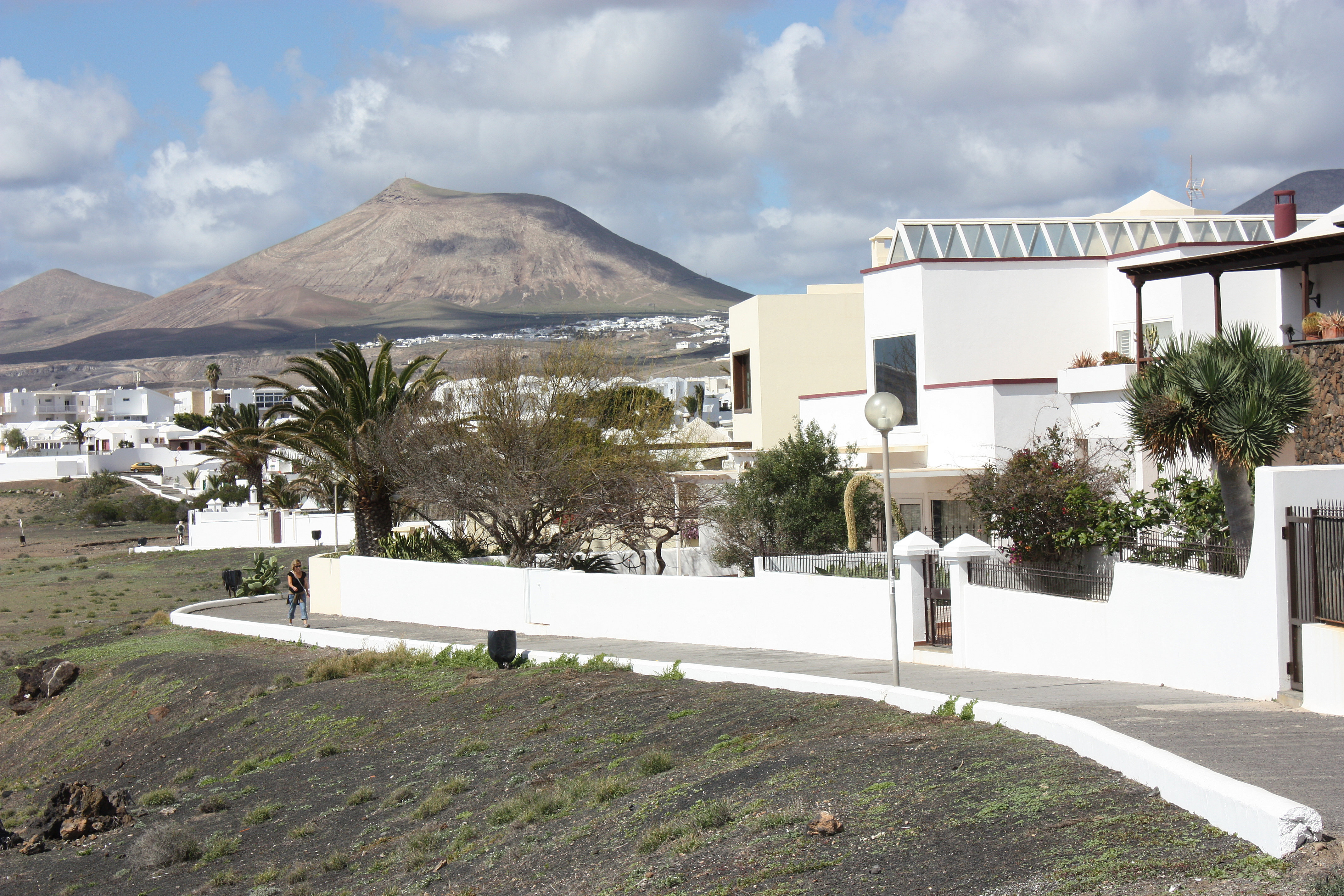
Urbanización La Concha, con vistas a Montaña Blanca.